# Lagting (Wyspy Alandzkie)
Lagting (także lagtinget, oficjalnie Ålands lagting) – jednoizbowy, liczący 30 deputowanych parlament Wysp Alandzkich, szwedzkojęzycznego terytorium autonomicznego Finlandii.

## Procedura wyborcza
Zgodnie z Alandzkim aktem autonomii członkowie parlamentu wybierani są w wyborach bezpośrednich, powszechnych i równych, w głosowaniu tajnym.
Czynne prawo wyborcze przysługuje osobom, które ukończyły 18 lat i posiadają prawo stałego pobytu na Wyspach. Spełnienie wymogu dotyczącego miejsca zamieszkania jest również niezbędne dla uzyskania biernego prawa wyborczego (kandydowania). Kadencja parlamentu trwa cztery lata; wybory odbywają się w październiku. Głosy oddane w wyborach przeliczane są za pomocą metody D’Hondta.

## Kompetencje
Lagting jest organem uprawnionym do wydawania norm prawnych, obowiązujących na Wyspach Alandzkich, w zakresie określonym w akcie autonomii. Nadzór nad aktami stanowionymi przez alandzki parlament sprawuje prezydent republiki.
Parlament posiada własne organy. Jednym z nich jest Prezydium, składające się z przewodniczącego (talman, dosłownie: „speaker”) i wiceprzewodniczących Lagtingu. Większość pracy legislacyjnej wykonywana jest w trzech komisjach stałych: Komisji Prawnej i Kulturalnej, Komisji Finansów, Przemysłu, Handlu i Rolnictwa oraz w Komisji Społecznej i Środowiska. Oprócz nich funkcjonuje także Komisja Rewizyjna. Innym ciałem wewnątrzparlamentarnym jest Konferencja Przewodniczących (Talmanskonferensen), w której skład wchodzą członkowie Prezydium oraz przewodniczący poszczególnych komisji. Przy Lagtingu działa także Komisja ds. Autonomii, a z parlamentem ściśle współpracuje alandzka delegacja przy Radzie Nordyckiej.
Posiedzenia otwiera prezydent Finlandii, bądź – w jego zastępstwie – gubernator Wysp.

## Wybory
| Wybory                                       | Miejsca | Miejsca | Miejsca | Miejsca | Miejsca | Miejsca | Miejsca | Miejsca |
| Wybory                                       | C       | L       | FS, M   | S       | Ob      | G       | Åfg     | ÅF      |
| 1979                                         | 14      | 9       | 4       | 3       |         |         |         |         |
| 1983                                         | 11      | 9       | 5       | 5       |         |         |         |         |
| 1987                                         | 9       | 8       | 5       | 4       | 2       | 2       |         |         |
| 1991                                         | 10      | 7       | 6       | 4       | 3       |         |         |         |
| 1995                                         | 9       | 8       | 6       | 4       | 3       |         |         |         |
| 1999                                         | 9       | 9       | 4       | 3       | 4       |         | 1       |         |
| 2003                                         | 7       | 7       | 4       | 6       | 3       |         | 1       | 2       |
| 2007                                         | 8       | 10      | 3       | 3       | 4       |         |         | 2       |
| 2011                                         | 7       | 6       | 4       | 6       | 4       |         |         | 3       |
| Źródło: Ålands statistik- och utredningsbyrå |         |         |         |         |         |         |         |         |

### Wybory 2011
W wyborach parlamentarnych w 2011 roku mieszkańcy Wysp Alandzkich wybrali swoich przedstawicieli na kadencję 2011–2015. W wyniku wyborów uzyskano następujący rozkład miejsc:
| Partia     | Partia                                                                       | Głosy  | Punkty proc. (zmiana) | Punkty proc. (zmiana) | Mandaty (zmiana) | Mandaty (zmiana) | % mandatów |
| ---------- | ---------------------------------------------------------------------------- | ------ | --------------------- | --------------------- | ---------------- | ---------------- | ---------- |
|            | Alandzkie Centrum (Ålands Center)                                            | 3 068  | 23,0                  | 1,2                   | 7                | 1                | 23,3%      |
|            | Liberałowie Wysp Alandzkich (Liberalerna på Åland)                           | 2 630  | 19,7                  | 12,9                  | 6                | 4                | 20,0%      |
|            | Alandzcy Socjaldemokraci (Ålands Socialdemokrater)                           | 2 404  | 18,0                  | 6,2                   | 6                | 3                | 20,0%      |
|            | Umiarkowani Wysp Alandzkich (Moderaterna på Åland)                           | 1 810  | 13,5                  | 3,9                   | 4                | 1                | 13,3%      |
|            | Koalicja Niezrzeszonych Wysp Alandzkich (Obunden Samling på Åland)           | 1 639  | 12,3                  |                       | 4                |                  | 13,3%      |
|            | Alandzka Przyszłość (Ålands Framtid)                                         | 1 286  | 9,6                   | 1,3                   | 3                | 1                | 10,0%      |
|            | Komitet wyborczy Henrika Appelqvista (Valmansförening för Henrik Appelqvist) | 138    | 1,0                   | —                     | 0                | —                | 0,0%       |
| Razem      | Razem                                                                        | 13 360 | 100,0                 | —                     | 30               |                  | 100,0%     |
| Frekwencja | Frekwencja                                                                   |        |                       |                       |                  |                  | 66,9%      |